# Xbox Game Pass
Xbox Game Pass — це послуга підписки в рамках Xbox відеоігри від Microsoft Gaming. Послуга дозволяє завантажувати та грати ігри на гральних консолях, пристроях з Microsoft Windows, Android, iOS або iPadOS, Smart TV, у браузері або по «хмарі». Описана як «Netflix для відеоігор», Xbox Game Pass надає користувачам доступ до каталогу ігор від ряду видавців за єдину ціну щомісячної підписки. Послуга була запущена 1 червня 2017 року, тоді як абоненти Xbox Live Gold отримали пріоритетний доступ 24 травня.

## Історія
28 лютого 2017 року Microsoft оголосила про дебют Xbox Game Pass та зробила доступним обмежений каталог ігор для вибору членам своєї спільноти Xbox Insider для тестування та зворотного зв'язку. Пізніше, у другому кварталі 2017 року, послуга була відкрита для гравців, які підписалися на Xbox Live Gold, а потім і для широкого загалу користувачів. Підписка на Xbox Live Gold не вимагається для Xbox Game Pass, але вона потрібна для будь-якого багатокористувацького онлайн-вмісту ігор, що можуть міститись у каталозі.
У рамках прес-конференції Microsoft E3 2017 компанія Microsoft оголосила, що вибрані тайтли Xbox будуть доступні завдяки новій функції зворотної сумісності, аналогічно тому, що є замість тайтлів Xbox 360. У більш пізньому інтерв'ю Філ Спенсер заявив, що деякі з цих ігор також можуть пробитися на Game Pass.
23 січня 2018 року Microsoft оголосила про розширення Game Pass, яке повинно побачити тайтли першої партії, що надходять у каталог щодня, з роздрібним випуском гри. Sea of Thieves стало першим новим заголовком, який з'явився на Game Pass на дату його роздрібної торгівлі, 20 березня 2018 року. Crackdown 3, State of Decay 2 та Forza Horizon 4 також будуть додані при запуску, хоча дати їх запуску тоді не оголошувались, а майбутні випуски в наявних франшизах Microsoft, таких як Halo та Gears of War, також будуть додані після їх випуску. Крім того, вибрані тайтли ID@Xbox також додано до сервісу в дати їх випуску, перший з них — Robocraft Infinity.
Спенсер заявив, що намір Microsoft з Xbox Game Pass полягає в тому, щоб зробити його доступним для багатьох пристроїв, у тому числі для своїх конкурентів. Спенсер заявив: «Ми хочемо передати Game Pass на будь-який пристрій, на якому хтось хоче грати… Не тільки тому, що це наш бізнес, а й справді тому, що бізнес-модель дозволяє людям споживати та знаходити ігри, в які б вони не грали на будь-якому іншому просторі». У травні 2019 року Microsoft оголосила, що Xbox Game Pass буде доступний для комп'ютерів під керуванням Windows 10, приносячи понад 100 ігор, як із власних студій Microsoft, так і від третіх сторін при його запуску.
18 квітня 2019 року Microsoft оголосила Xbox Game Pass Ultimate, новий рівень, який поєднує як Game Pass, так і Xbox Live Gold в єдиний пакет підписки. Він став доступним для тестування для інсайдерів Xbox того ж дня, тоді як загальний доступ розпочався 9 червня 2019 року. 9 червня 2019 року Microsoft оголосила, що Game Pass для ПК запуститься у відкритій бета-версії, і це також буде включено в Ultimate.
У березня 2020 року кількість підписників сервісу досягнула 10 млн осіб.

## Структура
Xbox Game Pass схожа на наявну підписку на відеоігри EA Access для Xbox One та послугу PlayStation Now, яку пропонує конкурент Sony. Каталог підписок містить понад 100 ігор при запуску, з іграми, що будуть додані та, інколи, вилучаються з каталогу. Xbox Game Pass дозволяє гравцеві завантажити повну гру на консоль; За словами керівника Xbox Філа Спенсера, це було зроблено для того, щоб дати гравцям «безперервний, повноцінний геймплей, не турбуючись про потокові, пропускну здатність або проблеми з підключенням». На відміну від EA Access, Xbox Game Pass пропонує ігри від широкого кола видавців, таких як Namco, Capcom, WB Games, 2K Games, Bethesda Softworks та перші партії ігор від Xbox Game Studios.
У каталозі є функції вибору ігор для Xbox One, а також вибору тайтлів Xbox 360 та Xbox, з якими Xbox One є зворотно-сумісна. Немає обмеження в кількості ігор, які гравець може завантажити та встановити на свої консолі, окрім кількості місця для зберігання, доступного для консолі. Поки гра залишається в каталозі, вона доступна для необмеженого завантаження та гри передплатниками. Гравці можуть придбати ігри в каталозі зі знижкою 20 %, а будь-який пов'язаний додатковий вміст для цих ігор зі знижкою 10 %. Ціна зі знижкою доступна лише тоді, коли гра знаходиться в каталозі і стосується лише конкретної гри; для порівняння, 10-відсоткова знижка передплатників EA Access застосовується на будь-який опублікований EA вміст, не лише на вміст у його підписному каталозі. Ігри з каталогу можна грати, коли консоль офлайн, але не більше 30 днів, перш ніж її потрібно знову під'єднати, щоб перевірити активну підписку.
Якщо гра буде вилучена з каталогу або гравець закінчує свою підписку, доступ призупиняється, поки гравець не придбає гру або не поновить свою підписку, але їх ігровий прогрес буде збережено, тимчасово. Якщо гра має назву Xbox 360, вона буде зворотно сумісна і зможе використовуватися на Xbox One; вона не може бути завантажена на консоль гравця Xbox 360, до поки гравець не вирішить придбати її.

## Доступність

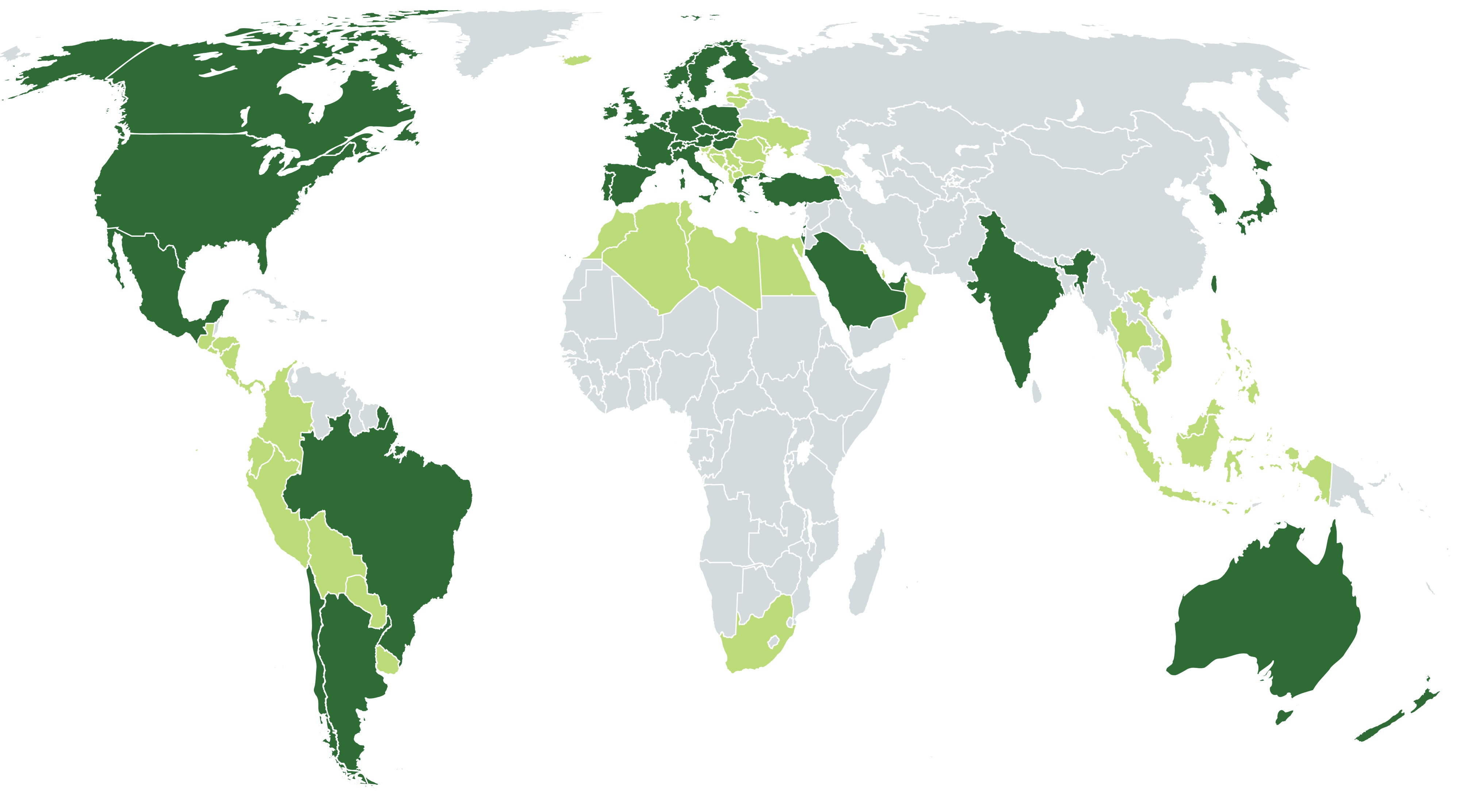
Доступність Xbox Game Pass за країною: Console та PC
Тільки PC

Xbox Game Pass доступна в Аргентині, Австралії, Австрії, Бельгії, Бразилії, Канаді, Чилі, Колумбії, Чехії, Данії, Фінляндії, Франції, Німеччині, Греції, Гонконгу, Угорщині, Індії, Ірландії, Ізраїлі, Італії, Мексиці, Нідерландах, Новій Зеландії, Норвегії, Польщі, Португалії, РФ, Саудівській Аравії, Сингапурі, Словаччині, Південній Африці, Південній Кореї, Іспанії, Швеції, Швейцарії, Тайвані, Туреччині, Об'єднаних Арабських Еміратах, Великій Британії та США.
28 лютого 2023 року до списку країн з доступом до PC Game Pass було додано Україну, Румунію, Сербію, Словенію, Туніс та Уругвай.